# Jabhat al-Nusra
Jabhat al-Nusra eller al-Nusra-fronten er en salafistisk, jihadistisk bevægelse i Syrien, der bekæmper Bashar al-Assads regering i den syriske borgerkrig. Al-Nusra-fronten er en gren af al-Qaida og har været på USAs og FNs terrorliste siden december 2012. Fronten består af de mest kampvante af de syriske oprørere og er velbevæbnede, velorganiserede og velfinansierede. Den Frie Syriske Hær hævder at al-Nuṣrah-fronten har mellem 6.000 og 10.000 medlemmer.
Den 28. juli 2016 annoncerede Jabhat al-Nusra at bevægelsen var blevet splittet fra al-Qaeda. Dette meddelte lederen, Abu Mohammed al-Julani, i sin første pressemeddelelse. Samtidig meddelte han, at en ny gruppe var blevet dannet under navnet Jabhat Fateh al-Sham (Fronten til Syriens erobring).